# Als der Krieg zu Ende war (Frisch)
Als der Krieg zu Ende war ist ein Drama des Schweizer Schriftstellers Max Frisch aus dem Jahr 1948. Bereits 1947 schrieb Frisch in seinem Tagebuch eine Begebenheit aus dem Deutschland der Nachkriegszeit nieder, die ihm berichtet worden war: Um ihren im Keller versteckt lebenden Mann zu schützen, traf sich eine Frau regelmäßig mit einem Offizier der Roten Armee, die ihr Haus besetzt hielt. Trotz der Sprachbarriere entstand aus der Begegnung der Deutschen mit dem Russen eine gegenseitige Liebe. Frisch faszinierte an der Geschichte die Besonderheit des Falls und die gelungene Überwindung von Vorurteilen.
Im Juli 1948 hatte Frisch aus der Episode ein Bühnenstück verfasst, das am 8. Januar 1949 im Zürcher Schauspielhaus unter der Regie von Kurt Horwitz uraufgeführt wurde. Die Hauptrolle übernahm Brigitte Horney. Nach einer geteilten Aufnahme in der Schweiz waren die Reaktionen in Deutschland überwiegend positiv. Seit Mitte der 1950er Jahre wurde das Stück allerdings nur noch selten aufgeführt und gilt heute als eines der schwächeren Dramen Max Frischs. Er strich 1962 den letzten Akt des ursprünglichen Dreiakters, weil dieser die Thematik nicht weiterführe.

## Inhalt

### Erster Akt
Frühjahr 1945: In der Waschküche im Keller ihres Hauses verstecken sich Agnes Anders, ihr Mann Horst, der vierjährige Sohn Martin und eine Bekannte namens Gitta. Das Haus ist von der Roten Armee besetzt, immer wieder sind von oben Lärm und Schüsse zu hören. Agnes versichert dem zweifelnden Horst, der sich aus Kriegsgefangenschaft nach Hause durchgeschlagen hat, dass sie ihn nach der zweijährigen Trennung noch immer liebe.
Jehuda Karp, ein Jude aus Warschau, der als Ordonnanz in Diensten der Roten Armee steht, betritt den Keller, um Wein zu suchen. Als er Agnes entdeckt, will er sie zu den Offizieren führen, doch sie bittet um Aufschub. Jehuda behauptet gegenüber Agnes und Horst, der Oberst spreche fließend Deutsch. Währenddessen flieht Gitta, die bereits sechsfach von russischen Soldaten vergewaltigt wurde, mit dem kleinen Martin. Horst, der sich in seiner Hauptmanns-Uniform nicht aus dem Haus traut, will sie einen unauffälligen Straßenanzug besorgen. Agnes und Horst versprechen sich Treue und den gemeinsamen Tod, wenn Agnes Gewalt angetan werde. Dann geht sie nach oben.
Stepan Iwanow, der russische Oberst, nimmt Agnes gegenüber drei anderen Offizieren in Schutz. Agnes versucht ihn zu überzeugen, dass sie keine Feinde seien und sich als Menschen begegnen sollten. Als Stepan bloß schweigt, redet sie immer verzweifelter auf ihn ein und verrät als Vertrauensbeweis sogar ihren Mann im Keller. Doch es stellt sich heraus, dass Stepan sie gar nicht verstehen kann. Als der dazugetretene Jehuda übersetzt, bietet Agnes Stepan an, ihn jeden Abend zu treffen, wenn er die anderen aus dem Haus schicke und nicht im Keller nach ihr forsche.

### Zweiter Akt
Drei Wochen später leben Horst und Agnes noch immer in der Waschküche. Agnes hat jeden Tag Stepan getroffen und sich in der Zwischenzeit in den russischen Oberst verliebt. Ihren Mann Horst hat sie jeden Abend über das Wesen der Zusammenkünfte mit Stepan belogen. Sie erträgt diesen Zwiespalt nicht länger und verlangt, Horst solle sie nicht mehr gehen lassen. Doch dieser bekräftigt sein Vertrauen in Agnes und schickt sie nach oben.
Im Wohnzimmer redet Jehuda Karp mit Halske, einem im Dritten Reich gefeierten Pianisten, der nun als Klavierstimmer für die Russen arbeitet. Halske fühlt sich als Opfer der Umstände und versteht nicht, was man ihm für einen Vorwurf machen könne. Schließlich habe er doch nur Klavier gespielt. Jehuda berichtet von den unmenschlichen Erfahrungen, die er im Warschauer Ghetto machen musste. Als die deutschen Soldaten die Kanalisation fluteten und auf jeden Fliehenden schossen, gelang ihm unter all den Toten auf einem Leichenwagen die Flucht. Halske will mit diesen Geschehnissen nichts zu tun haben und verweist auf Hauptmann Anders, der in Warschau gewesen sei.
Agnes und Stepan können bei ihrem Treffen mangels Sprachkenntnissen kaum miteinander reden, doch sie verstehen sich auch ohne Worte. Agnes berichtet Stepan von ihren Gewissensbissen Horst gegenüber. Dieser singt ihr das Krimlied vor. Sie werden von Horst unterbrochen, der mit einem Straßenanzug bekleidet in die Wohnung tritt und sich erkundigt, wann die Besatzer das Haus wieder verließen. Jehuda tritt hinzu und enthüllt, dass Horst in Warschau war. Dieser verteidigt sich, er habe nur zur Wehrmacht gehört. Stepan verlässt das Haus in Abscheu. Zwischen Agnes und Horst, die zurückbleiben, entsteht ein tiefes Schweigen.

### Dritter Akt (1962 gestrichen)
Ein Jahr später gehen im Haus von Agnes und Horst die Amerikaner aus und ein, mit denen Horst, der sich schnell an die neuen Verhältnisse angepasst hat, Geschäfte treibt. Sie geben eine Party, auf der Agnes mit Oliver redet, einem jungen Quäker, der in sie verliebt ist. Immer wieder kommt sie auf das Thema des Warschauer Ghettos zurück. Man dürfe nicht mit einem Verbrecher unter demselben Dach wohnen, sonst teile man seine Schuld. Agnes glaubt, Stepan habe sie verlassen, weil sie ihren Mann trotz seiner Verbrechen gedeckt habe.
Schließlich erfährt sie von Horst, dass er tatsächlich an den Erschießungen im Ghetto beteiligt war. Auch von ihrer Beziehung zu Stepan habe er die ganze Zeit hindurch gewusst. Nach einem Schlussmonolog ans Publikum, so lange mit offenen Augen zu leben, wie man es aufrecht tun könne, nicht länger, stürzt sich Agnes in den Tod.

## Form
Als der Krieg zu Ende war besteht aus ursprünglich drei Akten, von denen der Schlussakt später gestrichen wurde. Die ersten beiden Akte sind in jeweils zwei Bilder unterteilt. Das von Frisch selbst als Schauspiel eingeordnete Stück gilt laut Hellmuth Karasek als Frischs „konventionellstes Drama“. Urs Bircher sprach von der Form eines „politisch engagierten, realistischen Abbildtheaters“. Metapher und Symbol seien gegenüber realistischen Alltagsbeschreibungen zurückgetreten, die Sprache nicht länger poetisch, sondern nüchtern und berichtend. Die Soldaten der Roten Armee unterhalten sich auf Russisch, im Text wird eine deutsche Übersetzung mitgeliefert, Jehuda spricht Jiddisch, wobei Frisch in einer Inszenierungsanweisung betonte, dass dies nicht durch so genanntes „Jüdeln“ ersetzt werden dürfe, falls der Schauspieler kein Jiddisch beherrsche, wie die Figuren überhaupt nicht zu Karikaturen von Klischees werden dürften.
Zur einzigen formalen Besonderheit des Stückes werden epische Einschübe, in denen die Hauptfigur Agnes aus ihrer Rolle tritt, das Stück gewissermaßen einfriert, und sie die Handlung mit Rückblenden, epische Vorausdeutungen oder inneren Monologen unterbricht. Dieses Stilmittel wurde mit einem antiken Chor verglichen oder als Verfremdungseffekt im Stile des Epischen Theaters Bertolt Brechts gedeutet. Manfred Jurgensen sah in diesem Kunstkniff schlicht die „Dramaturgie eines einmaligen Notbehelfes“ einer „künstlich in das Drama transformierten Epik“, bei der der Stoff die stilistischen Mittel dominierte.

## Entstehungsgeschichte

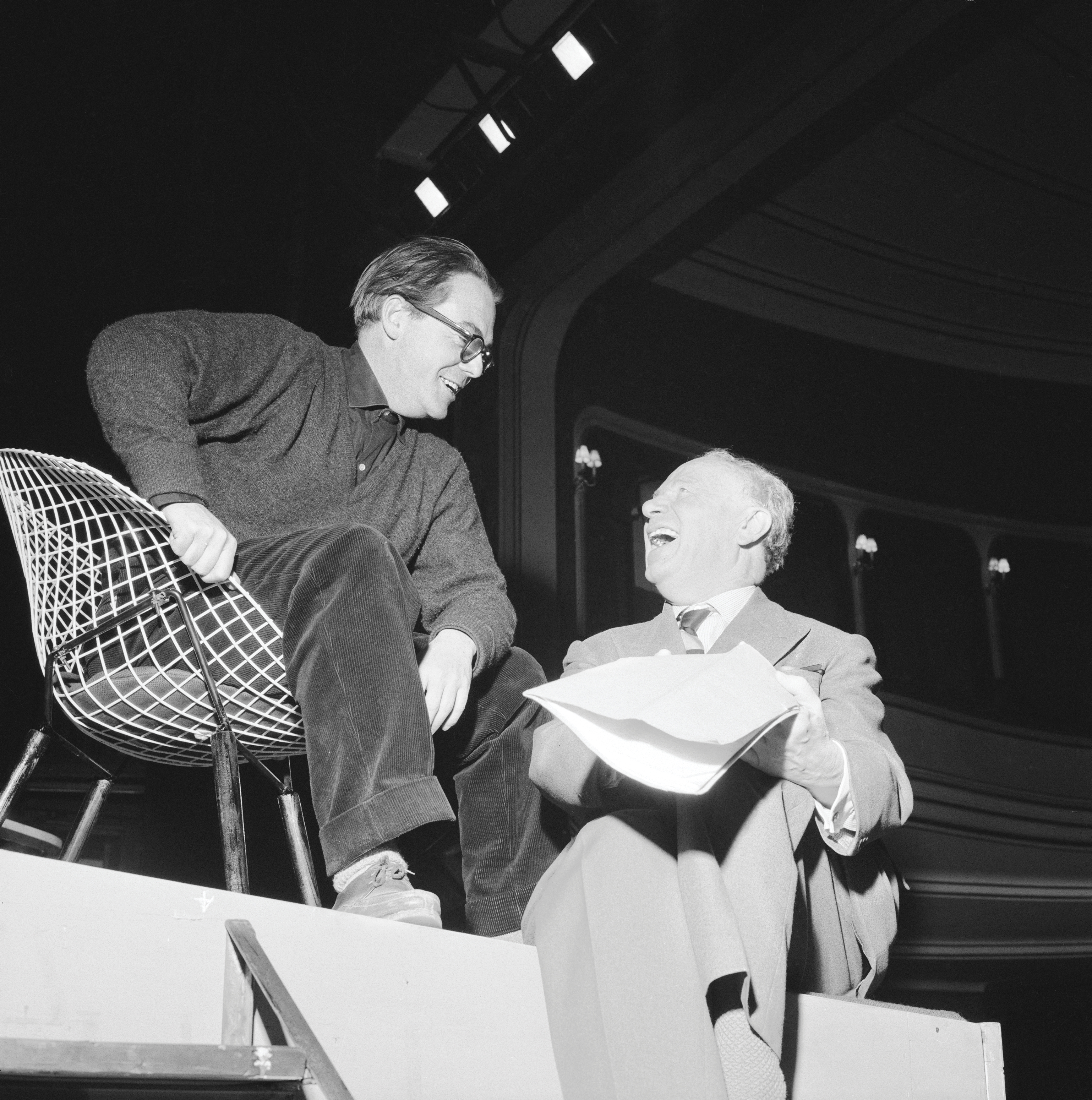
Max Frisch bei Proben zu Biedermann und die Brandstifter 1958

Im Tagebuch 1946–1949 schrieb Frisch 1947 einen „Fall aus der sogenannten Russenzeit“ auf, der ihm erzählt worden war: Um ihren im Keller versteckten Mann zu retten, hatte eine Frau jeden Tag einen russischen Oberst besucht. Trotz der Sprachbarriere hatten sich beide ineinander verliebt. Schließlich jedoch war der Oberst abberufen worden, worauf sie sich nie wiedergesehen haben. In einem späteren Eintrag kam er auf die Geschichte zurück und notierte, was ihn daran fasziniere: „Daß er eine Ausnahme darstellt, ein Besonderes, einen lebendigen Widerspruch gegen die Regel, gegen das Vorurteil. Alles Menschliche erscheint als ein Besonderes. Überwindung des Vorurteils; die einzig mögliche Überwindung in der Liebe, die sich kein Bildnis macht. In diesem besonderen Fall: erleichtert durch das Fehlen einer Sprache.“
Auch weitere 15 in das Stück eingewobene Episoden aus der Nachkriegszeit basieren auf Berichten, die Frisch 1947 auf seiner Deutschlandreise zugetragen wurden, die Geschehnisse im Warschauer Ghetto auf Aussagen von polnischen Überlebenden und den Berichten Jürgen Stroops. Zuerst als Novelle konzipiert, setzte Frisch den Stoff schließlich als dreiaktiges Theaterstück. Das Manuskript lag im Juli 1948 vor. Erste Arbeitstitel waren Ihr Morgen ist die Finsternis und Judith (bezogen auf das Thema der biblischen Judith). Den Namen der Hauptfigur änderte Frisch später zur sprechenden Kombination „Agnes Anders“ und erklärte: „Agnes heißt Unschuld, Reinheit“, was auch in Bezug zu ihrer Liebe zum russischen Offizier zu verstehen sei, die das Gegenteil einer Versündigung darstelle.
Als der Krieg zu Ende war wurde am 8. Januar 1949 im Zürcher Schauspielhaus unter der Regie von Kurt Horwitz uraufgeführt. Das Bühnenbild stammte von Caspar Neher. Die Hauptrollen wurden von Brigitte Horney, Walter Richter und Robert Freitag übernommen. Im April 1949 gelangte das Stück in der Zürcher Inszenierung im Rahmen einer Kulturwoche „Die Schweiz in Stuttgart“ auch zu einer ersten Aufführung in Deutschland. Trotz der großen Beachtung durch die Presse wurden
in den folgenden Monaten von den großen westdeutschen Bühnen „sachliche Bedenken“ gegen das Schauspiel erhoben. Es wurde schließlich am 31. März 1950 im Theater Baden-Baden erstmals in einer deutschen Inszenierung aufgeführt. Unter der Regie von Hans Bauer spielten Gabriele Reismüller, Alois Garg und Franz Andermann.
Bereits wenige Tage nach der Schweizer Uraufführung hatte Frisch in seinem Tagebuch bezüglich der Theaterkritiken vermerkt: „man spürt, wie froh sie darum sind, daß der dritte Akt mißraten ist – ich hätte ihnen einen größeren Gefallen nicht tun können.“ Dennoch dauerte es bis 1962, ehe Frisch daraus die Konsequenzen zog, und den dritten Akt kurzerhand strich. Er begründete: „Der Verfasser hat 1962 den 3. Akt gestrichen, weil dieser das Thema nicht weiterführt, sondern bloß datiert.“ Er sei zu realistisch geraten und – in Anspielung auf Carl Zuckmayers Des Teufels General – „zuckmayerisiere“.

## Rezeption

### Uraufführung
Max Frisch notierte in seinem Tagebuch zur Uraufführung: „Kleine Schlägerei im Foyer.“ Zuvor hatte sich unter den starken Beifall des Premierenpublikums ein lauter Pfiff gemischt. Im Foyer setzten sich die Auseinandersetzungen um das Stück fort, erst verbal, dann handgreiflich, wobei ein Zuschauer durch einen Fausthieb ein blaues Auge davontrug. Urs Bircher sah in dem Zwischenfall einen Hinweis auf die damalige Brisanz des Stücks mit seiner Zeitkritik und Infragestellung zeitgenössischer Vorurteile. Jedenfalls kommentierte Carl Seelig in seiner Rezension, „wie undemokratisch und intolerant gewisse Leute sich heute noch benehmen“.
Die Aufnahme in den Feuilletons war gespalten. Elisabeth Brock-Sulzer sprach von einem „schönen, vor allem sehr spielbaren Stück“, Alexander J. Seiler dagegen von einem „Zwitter zwischen Kolportage und Traktat“, der „keine andere Dimension, als die der Historie“ besitze. Carl Seelig kritisierte die fehlende Dramatik und sprach sich lediglich für den dritten Akt aus. Genau diesen Akt verwarf Werner Weber, der immerhin den Versuch lobte: „Wir spüren, wie gross und richtig es geplant war, nehmen die Stellen ergriffen auf, wo das Planen Gestalt genommen hat“. François Bondy zog das Fazit: „Frisch ist vielleicht der einzige Schweizer, der die europäische Katastrophe mit einer so intensiven Resonanz und Aufgebrochenheit spürt“.

### Aufführungen in Deutschland
Als das Stück im April 1949 in Stuttgart zur ersten Aufführung in Deutschland kam, beschrieb Frisch in seinem Tagebuch: „Ein eisiges Schweigen zu Anfang, wir haben mit einem Skandal gerechnet und sind vom Gegenteil überrascht“. Das Stück erhielt unerwartete Beifallsstürme, auch die Mehrzahl der Kritiker von zwanzig Zeitungen, die sich eingefunden hatten, urteilten positiv, Die Welt sprach sogar vom bisher stärksten Stück Frischs. Für den Spiegel machte es Frisch „dem deutschen Publikum nicht ganz leicht. Der Ehebruch einer Deutschen, deren Mann verwundet ist, mit einem uniformierten Russen, ist ihm unbehaglich.“ Und doch zog der Rezensent das Fazit einer „faszinierenden Aufführung“.
Zur deutschen Erstinszenierung in Baden-Baden im Folgejahr sprach Erich Kuby von „bewundernswürdiger Kühnheit und großer dichterischer Kraft“. Für Wolfgang A. Peters war das Stück „sehr wirkungsvoll und hatte atmosphärische Eindringlichkeit bis auf das Schlußbild“. Laut Karl Korn sah Frisch „die eigentliche Tragödie jener Jahre richtig und mit genauer und gerechter Verteilung der Gewichte“. Der Spiegel zog die „Generalbilanz: entgegen aller Erwartung fand sich kein Gegner des Stücks. Einmütig stellte man fest, das Schauspiel sei trotz aller Uniformen kein politisches Stück. Es gehe einfach um die menschliche Substanz.“
In der Folge wurde Als der Krieg zu Ende war noch in verschiedenen deutschen Städten inszeniert. Mit abnehmender Aktualität nahm allerdings auch das Interesse am Schauspiel ab. Seit Mitte der 1950er Jahre wurde es nur noch gelegentlich an kleineren Bühnen aufgeführt, woran auch Frischs Kürzung um den Schlussakt 1962 nichts änderte.

### Bewertungen
Bereits im Juli 1948 schrieb Bertolt Brecht Frisch einen Brief, in dem er Als der Krieg zu Ende war auf Basis des Manuskripts rezensierte. Er kritisierte, dass durch das Stück „dem Theater als einer Institution erheblich weniger zugemutet wird, als es von früheren Stückschreibern Ihrer Begabung geschah.“ Frisch habe für seinen Stoff „nicht die adequate Form gewählt, nämlich die sogenannte Grosse Form“, durch die die großen Aspekte des Stoffes herausgearbeitet und nicht nur angedeutet würden und zu der laut Brecht auch das Winken mit dem Zaunpfahl gehöre, um auf gesellschaftliche Mechanismen hinzuweisen.
Noch 1956 urteilte Joachim Kaiser, Als der Krieg zu Ende war sei neben dem ersten Tagebuch Frischs „gelungenste, treffendste, und in einer sehr realistischen Weise, harmonischte Arbeit“. Spätere Bewertungen waren sich jedoch weitgehend einig, dass die Umsetzung des Schauspiels nicht gelungen war. Für Volker Weidermann war es „sicherlich das schwächste Frisch-Drama aus dieser Zeit“, es sei „zu lyrisch, zu unentschieden, zu vage und letztlich zu wenig dramatisch.“ Hellmuth Karasek urteilte, „daß dieses Schauspiel die Kühnheit und Lauterkeit seines Entwurfs in der Ausführung nie ganz einholt.“ Für Michael Butler geriet „Als der Krieg zu Ende war in einen dauernden Widerspruch zu sich selbst. Die Unstimmigkeit besteht darin, daß Frisch gerade sprachliche Mittel gewählt hat, um die Unzulänglichkeit der Sprache als Kommunikationsmodell darzulegen.“ Volker Hage kritisierte: „Die Schwäche des Dramas liegt darin, daß es eine These illustriert.“ Die Bedeutung des Stücks sah Jürgen H. Petersen vor allem in der Tatsache, dass „Frisch die Bildnis-Thematik hier zum erstenmal in den Mittelpunkt eines poetischen Textes größeren Umfangs rückt.“ In dieser Hinsicht nannte Gerhard P. Knapp das Stück eine „dramaturgische Vorstufe“ zu Andorra.

### Textausgaben
- Max Frisch: Als der Krieg zu Ende war. Schwabe, Basel 1949. (Erstausgabe)
- Max Frisch: Stücke. Band 1. Suhrkamp, Frankfurt am Main 1962. (Erstausgabe mit gestrichenem dritten Akt).
- Max Frisch: Als der Krieg zu Ende war. In: Gesammelte Werke in zeitlicher Folge. Zweiter Band. Suhrkamp, Frankfurt am Main 1998, ISBN 3-518-06533-5, S. 229–276.

### Sekundärliteratur
- Michael Butler: Das Paradoxon des Parabelstücks: Zu Max Frischs „Als der Krieg zu Ende war“ und „Graf Öderland“. In: Gerhard P. Knapp (Hrsg.): Max Frisch. Aspekte des Bühnenwerks. Peter Lang, Bern 1979, ISBN 3-261-03071-2, S. 177–194.
- Heinz Gockel: Max Frisch. Drama und Dramaturgie. Oldenbourg, München 1989, ISBN 3-486-88271-6, S. 33–38.
- Manfred Jurgensen: Max Frisch. Die Dramen. Francke, Bern 1976, ISBN 3-7720-1160-8, S. 104–112.
- Hellmuth Karasek: Max Frisch. Friedrichs Dramatiker des Welttheaters Band 17. Friedrich Verlag, Velber 1974, S. 39–45.
- Walter Schmitz: Max Frisch: Das Werk (1931–1961). Studien zu Tradition und Traditionsverarbeitung. Peter Lang, Bern 1985, ISBN 3-261-05049-7, S. 178–184.